# Puzzle Mountain
Puzzle Mountain är ett berg i Kanada.   Det ligger i provinsen British Columbia, i den sydvästra delen av landet, 3 700 km väster om huvudstaden Ottawa. Toppen på Puzzle Mountain är 1 825 meter över havet, eller 818 meter över den omgivande terrängen. Bredden vid basen är 10,2 km.
Terrängen runt Puzzle Mountain är huvudsakligen bergig.Trakten runt Puzzle Mountain är nära nog obefolkad, med mindre än två invånare per kvadratkilometer.. Det finns inga samhällen i närheten.
I omgivningarna runt Puzzle Mountain växer i huvudsak barrskog.